# جیم تریفونوف
جیم تریفونوف (انگلیسی: Jim Trifunov; ۱۸ ژوئیهٔ ۱۹۰۳ – ۲۷ ژوئن ۱۹۹۳) کشتی‌گیر اهل کانادا بود.